# 23587 Абукумадо
23587 Абукумадо (1995 TE8, 1998 KY55, 23587 Abukumado) — астероїд головного поясу, відкритий 2 жовтня 1995 року.
Тіссеранів параметр щодо Юпітера — 3,540.